# Prawdziwe wyznania
Prawdziwe wyznania (oryg. True Confessions) – amerykański film kryminalny z 1981 roku na podstawie powieści Johna Gregory Dunne’a.

## Opis fabuły
Rok 1948. Des Spellacy – młody i ambitny ksiądz pracujący na polecenie kardynała Danahera, głęboko angażuje się w sponsorowane przez Kościół projekty deweloperskie, z których wiele jest korzystnych dla lokalnego kościoła. Jest w trudnej relacji ze swoim starszym bratem Tomem – porywczym policjantem z wydziału zabójstw, który wcześniej pracował dla skorumpowanego dewelopera Jacka Amsterdama. Mimo mrocznej przeszłości i obrazoburczego charakteru, Tom ma silne poczucie honoru i nie znosi hipokryzji Amsterdama i jego ludzi. Ich drogi przecinają się, kiedy Des ukrywa śmierć kardynała Danahera w domu publicznym prowadzonym przez Brendę Samuels – znanej Amsterdamowi i policjantom. Drugi raz przetną się, gdy Tom prowadzi śledztwo w sprawie makabrycznego zabójstwa prostytutki, której ciało zostaje rozcięte na pół i wrzucone do kościoła.

## Obsada
- Robert De Niro – ksiądz Des Spellacy
- Robert Duvall – detektyw Tom Spellacy
- Charles Durning – Jack Amsterdam
- Kenneth McMillan – Frank Crotty
- Ed Flanders – Dan T. Campion
- Cyril Cusack – kardynał Danaher
- Burgess Meredith – prałat Seamus Fargo
- Rose Gregorio – Brenda Samuels
- Dan Hedaya – Howard Terkel
- Gwen Van Dam – pani Fazenda
- Thomas Hill – pan Fazenda
- Jeanette Nolan – pani Spellacy
- Jorge Cervera Jr. – Eduardo Duarte

## Nagrody i nominacje

### MFF w Wenecji 1981
- Nagroda im. Francesco Pasinettiego dla najlepszego aktora – Robert Duvall
- Złoty Feniks – Robert Duvall, Robert De Niro